# Родина (хотел в София)
Вижте пояснителната страница за други значения на Родина.
Хотел „Родина“ е четиризвезден хотел в София, който се намира в близост до площад Руски паметник.
Построен е през 1979 г. Със своите 104 метра и 25 етажа е втората по височина завършена сграда в София и България.
Разполага с 500 стаи, 9 апартамента, конгресен център с 9 конферентни зали, както и ресторант, закрит басейн, фитнес зала.
През 2013 – 2014 г. се провеждат няколко търга за продажбата му, като всеки път цената му пада поради ниския интерес. При четвъртата поред процедура за публична продажба на хотела, организирана от частния съдебен изпълител Георги Дичев заради непогасени задължения към ОББ, хотелът е купен от Людмил Стойков.
Хотелът не работи от 2014 г. Сградата е в основен ремонт от 2016 г., Реконструкция включва ремонт на първите два етажа. Фасадата е пребоядисана и е монтирана нова дограма. През 2022 г. хотела започва да работи отново под ново име ("Grand Hotel Astoria").